# Korać-Cup 1992/93
Die Saison 1992/93 war die 22. Spielzeit des Korać-Cup, der von der FIBA Europa ausgetragen wurde.
Den Titel gewann Philips Olimpia Milano aus Italien. Für Olimpia Milano war es der zweite Gewinn des Korać-Cup.

## Modus
Es nahmen 59 Mannschaften aus 24 Nationen teil. Nach der Qualifikationsrunde spielten 54 dieser Teams eine Ausscheidungsrunde. Fünf weitere erhielten ein Freilos. Die Gewinner dieser Spiele qualifizierten sich für die Runde der letzten 32. Die Sieger dieser Runde qualifizierten sich wiederum für die Gruppenphase, die aus vier Gruppen mit je vier Teams bestand.
Die beiden Erstplatzierten jeder Gruppe erreichten das Viertelfinale, gefolgt vom Halbfinale und dem Finale.
Die Sieger der Spielpaarungen in der Qualifikationsrunde, der 2. Runde, der 3. Runde im Viertelfinale, im Halbfinale sowie des Finals wurden in Hin- und Rückspiel ermittelt.

## 1. Runde (Qualifikation)
|                              | Gesamt  |                          | Hinspiel | Rückspiel |
| ---------------------------- | ------- | ------------------------ | -------- | --------- |
| Fenerbahçe Istanbul          | 211:144 | SK Merani Tbilisi        | 108:78   | 103:68    |
| BBC US Hiefenech             | 145:203 | KK Helios Domžale        | 77:108   | 68:95     |
| CSA Steaua Bukarest          | 125:159 | KD Optimizem Postojna    | 66:81    | 59:78     |
| Jet Lyon Basket              | 237:162 | Valur Reykjavík          | 109:74   | 128:88    |
| SK Shevardeni Tbilisi        | 130:119 | MOL Szolnoki Olajbányász | 65:118   | 65:101    |
| Fidefinanz Bellinzona Basket | 145:164 | KD Slovan Ljubljana      | 107:92   | 91:90     |
| Estrelas da Avenida Lissabon | 130:183 | Spirou Charleroi         | 68:84    | 62:99     |
| BK Banik Cigel Prievidza     | 222:185 | BK Akademik Warna        | 131:89   | 91:96     |

- Außerdem für die 2. Runde gesetzt durch Freilos:  BA Urartu Erevan

## Teilnehmer
| Teilnehmer       | Teilnehmer | Teilnehmer                    | Teilnehmer                | Teilnehmer               | Teilnehmer               |
| Land             | Anzahl     | Mannschaften                  | Mannschaften              | Mannschaften             | Mannschaften             |
| ---------------- | ---------- | ----------------------------- | ------------------------- | ------------------------ | ------------------------ |
| Belgien          | 4          | RBC Bruxellois Brüssel        | Spirou Charleroi          | BC Ostende               | RBC Verviers-Pepinster   |
| Deutschland      | 4          | ALBA Berlin                   | BG Stuttgart/Ludwigsburg  | TVG Trier                | SSV Ulm 1846             |
| Frankreich       | 4          | Olympique d’Antibes           | ASVEL Basket Lyon         | BCM Gravelines           | Jet Lyon Basket          |
| Griechenland     | 4          | AEK Athen                     | Panionios Athen           | Nikas Peristéri Athen    | Iraklis Thessaloniki     |
| Italien          | 4          | Pallacanestro Virtus Roma     | Clear Pallacanestro Cantú | Phonola Juventus Caserta | Philips Olimpia Milano   |
| Spanien          | 4          | FC Barcelona                  | CB Elosuá León            | Grupo Libro Valladolid   | Taugrés Baskonia Vitoria |
| Tschechoslowakei | 4          | BK NH Ostrava                 | BK Trencin                | BK Baník Cigel Prievidza | BK Sparta Prag           |
| Israel           | 3          | Hapoel Jerusalem              | Maccabi Rischon LeZion    | Maccabi Haifa            |                          |
| Rumänien         | 3          | SOCED Constructorul Bukarest  | CSU Balanta Sibiu         | CS Politehnica Timișoara |                          |
| Slowenien        | 3          | KK Micom Marcus Koper         | KK Helios Domžale         | KD Optimizem Postojna    |                          |
| Türkei           | 3          | Tofaş SK                      | Fenerbahce Istanbul       | TED Ankara Kolejilier    |                          |
| Kroatien         | 2          | KK Šibenka Šibenik            | KK Zagreb                 |                          |                          |
| Polen            | 2          | HKS Stal Bobrek Bytom         | KKS Lech Posen            |                          |                          |
| Schweiz          | 2          | Fidelfinanz Bellinzona Basket | Ideal Job Union Neuchátel |                          |                          |
| Ungarn           | 2          | Körmendi Dózsa MTE            | MOL Szolnoki Olajbányász  |                          |                          |
| Ukraine          | 2          | BK Stroitel Charkow           | BK Spartak Luhansk        |                          |                          |
| Zypern           | 2          | APOEL Nikosia                 | Keravnos Strovolou        |                          |                          |
| Armenien         | 1          | BA Urartu Erevan              |                           |                          |                          |
| Bulgarien        | 1          | Lewski Sofia                  |                           |                          |                          |
| Finnland         | 1          | Urheilijat Uusikaupunki       |                           |                          |                          |
| Litauen          | 1          | KK Statyba Vilnius            |                           |                          |                          |
| Lettland         | 1          | VEF Riga                      |                           |                          |                          |
| Luxemburg        | 1          | BBC Amicale                   |                           |                          |                          |
| Russland         | 1          | Awtodor Saratow               |                           |                          |                          |

## 2. Runde
|                               | Gesamt  |                           | Hinspiel | Rückspiel |
| ----------------------------- | ------- | ------------------------- | -------- | --------- |
| Fenerbahçe Istanbul           | 222:123 | CS Politehnica Timișoara  | 126:62   | 96:61     |
| KK Micom Marcus Koper         | 142:189 | Maccabi Rischon LeZion    | 69:89    | 73:100    |
| KK Helios Domzale             | 140:156 | Awtodor Saratow           | 55:69    | 85:87     |
| SOCED Constructorul Bukarest  | 103:224 | Phonola Juventus Caserta  | 47:108   | 56:116    |
| KD Optimizem Postojna         | 155:152 | TVG Trier                 | 84:80    | 71:72     |
| BBC Amicale                   | 137:209 | Clear Pallacanestro Cantú | 65:104   | 72:105    |
| KK Šibenka Šibenik            | 173:130 | BA Urartu Erevan          | 89:62    | 84:68     |
| RBC Bruxellois Brüssel        | 142:196 | Philips Olimpia Milano    | 67:97    | 75:99     |
| Jet Lyon Basket               | 145:214 | BG Stuttgart/Ludwigsburg  | 93:96    | 76:79     |
| BK Trencin                    | 153:184 | HKS Stal Bobrek Bytom     | 83:96    | 70:88     |
| CSU Balanta Sibiu             | 134:242 | FC Barcelona              | 59:127   | 75:115    |
| Fidelfinanz Bellinzona Basket | 160:177 | CB Elosuá León            | 86:78    | 74:89     |
| KKS Lech Posen                | 132:134 | ALBA Berlin               | 72:70    | 60:64     |
| Spirou Charleroi              | 151:147 | ASVEL Basket              | 85:69    | 66:78     |
| Tofaş SK                      | 171:159 | Grupo Libro Valladolid    | 93:71    | 78:88     |
| RBC Verviers-Pepinster        | 198:178 | SSV Ulm                   | 106:82   | 92:96     |
| BK Baník Cigeľ Prievidza      | 185:230 | Taugres Baskonia Vitoria  | 93:119   | 92:111    |
| APOEL Nikosia                 | 176:214 | Nikas Peristeri Athen     | 93:98    | 83:116    |
| KK Statyba Vilnius            | 115:163 | KK Zagreb                 | 48:78    | 67:85     |
| TED Ankara Kolejilier         | 182:157 | Hapoel Jerusalem          | 80:74    | 102:83    |
| BK Spartak Luhansk            | 177:174 | Urheilijat Uusikaupunki   | 96:91    | 81:83     |
| Ideal Job Union Neuchátel     | 157:204 | Pallacanestro Virtus Roma | 80:107   | 77:97     |
| Lewski Sofia                  | 139:162 | Panionios Athen           | 67:70    | 72:92     |
| Maccabi Haifa                 | 146:171 | BCM Gravelines            | 86:90    | 60:81     |
| BK Sparta Prag                | 162:186 | AEK Athen                 | 82:91    | 80:95     |
| VEF Riga                      | 152:151 | Körmendi Dózsa MTE        | 85:65    | 67:86     |
| Keravnos Strovolou            | 165:212 | Iraklis Thessaloniki      | 85:96    | 80:116    |

- Außerdem für die 3. Runde gesetzt durch Freilos:  BC Ostende,  MOL Szolnoki Olajbányász,  Olympique d’Antibes,  BK Stroitel Charkow,  BK Nová Huť ANES Ostrav

## 3. Runde (Runde der letzten 32)
|                          | Gesamt  |                           | Hinspiel | Rückspiel |
| ------------------------ | ------- | ------------------------- | -------- | --------- |
| Fenerbahçe Istanbul      | 165:154 | Maccabi Rischon LeZion    | 86:76    | 79:78     |
| BK Avtodorozhnik Saratov | 163:171 | Phonola Juventus Caserta  | 84:84    | 79:87     |
| KD Optimizem Postojna    | 166:188 | Clear Pallacanestro Cantú | 78:90    | 88:98     |
| KK Šibenka Šibenik       | 177:198 | Philips Olimpia Milano    | 80:85    | 97:113    |
| BG Stuttgart/Ludwigsburg | 159:165 | BC Ostende                | 88:82    | 72:83     |
| FC Barcelona             | 172:136 | HKS Stal Bobrek           | 88:66    | 84:70     |
| MOL Szolnoki Olajbányász | 155:204 | Olympique d’Antibes       | 80:87    | 75:117    |
| CB Elosúa León           | 180:139 | ALBA Berlin               | 91:51    | 89:88     |
| Spirou Charleroi         | 147:128 | Tofaş SK                  | 86:64    | 61:64     |
| RBC Verviers-Pepinster   | 171:199 | Taugres Baskonia Vitoria  | 94:104   | 77:95     |
| BK Stroitel Charkiw      | 160:252 | Nikas Peristeri Athen     | 99:121   | 61:131    |
| KK Zagreb                | 132:131 | TED Ankara Kolejilier     | 75:68    | 57:63     |
| BK Spartak Luhansk       | 138:167 | Pallacanestro Virtus Roma | 72:73    | 66:94     |
| BK Nová Huť ANES Ostrava | 137:163 | Panionios Athen           | 62:82    | 75:81     |
| BCM Gravelines           | 161:146 | AEK Athen                 | 91:61    | 70:85     |
| VEF Riga                 | 147:191 | Iraklis Thessaloniki      | 83:109   | 64:82     |

## Gruppenphase

### Gruppe A
| Team                         | Sp | S | N | P+  | P-  |
| ---------------------------- | -- | - | - | --- | --- |
| 1. Clear Pallacanestro Cantú | 6  | 4 | 2 | 506 | 462 |
| 2. KK Zagreb                 | 6  | 3 | 3 | 473 | 495 |
| 3. Fenerbahce Istanbul       | 6  | 3 | 3 | 446 | 456 |
| 4. Spirou Charleroi          | 6  | 2 | 4 | 467 | 479 |

### Gruppe B
| Team                        | Sp | S | N | P+  | P-  |
| --------------------------- | -- | - | - | --- | --- |
| 1. FC Barcelona             | 6  | 5 | 1 | 529 | 462 |
| 2. Phonola Juventus Caserta | 6  | 3 | 3 | 519 | 511 |
| 3. Iraklis Thessaloniki     | 6  | 3 | 3 | 485 | 527 |
| 4. BC Ostende               | 6  | 1 | 5 | 470 | 503 |

### Gruppe C
| Team                         | Sp | S | N | P+  | P-  |
| ---------------------------- | -- | - | - | --- | --- |
| 1. Pallacanestro Virtus Roma | 6  | 4 | 2 | 475 | 476 |
| 2. Panionios Athen           | 6  | 3 | 3 | 484 | 442 |
| 3. Olympique d’Antibes       | 6  | 3 | 3 | 526 | 530 |
| 4. Taugres Baskonia Vitoria  | 6  | 2 | 4 | 464 | 501 |

### Gruppe D
| Team                      | Sp | S | N | P+  | P-  |
| ------------------------- | -- | - | - | --- | --- |
| 1. Philips Olimpia Milano | 6  | 5 | 1 | 522 | 464 |
| 2. CB Elosúa León         | 6  | 3 | 3 | 494 | 467 |
| 3. Nikas Peristeri Athen  | 6  | 2 | 4 | 464 | 510 |
| 4. BCM Gravelines         | 6  | 2 | 4 | 461 | 500 |

## Viertelfinale
|                          | Gesamt  |                           | Hinspiel | Rückspiel |
| ------------------------ | ------- | ------------------------- | -------- | --------- |
| KK Zagreb                | 160:167 | FC Barcelona              | 81:94    | 79:73     |
| Phonola Juventus Caserta | 150:181 | Clear Pallacanestro Cantú | 81:86    | 69:95     |
| Panionios Athen          | 152:160 | Philips Olimpia Milano    | 78:79    | 74:81     |
| CB Elosúa León           | 173:180 | Pallacanestro Virtus Roma | 88:77    | 85:103    |

## Halbfinale
|                           | Gesamt  |                           | Hinspiel | Rückspiel |
| ------------------------- | ------- | ------------------------- | -------- | --------- |
| FC Barcelona              | 149:163 | Pallacanestro Virtus Roma | 64:84    | 85:79     |
| Clear Pallacanestro Cantú | 146:157 | Philips Olimpia Milano    | 74:72    | 72:85     |

## Finale
|                           | Gesamt  |                        | Hinspiel | Rückspiel |
| ------------------------- | ------- | ---------------------- | -------- | --------- |
| Pallacanestro Virtus Roma | 181:201 | Philips Olimpia Milano | 90:95    | 91:106    |

- Final-Topscorer:  Aleksandar Đorđević (Philips Olimpia Milano): 67 Punkte